# Casaprota
Casaprota es una localidad italiana de la provincia de Rieti, región de Lacio, con 777 habitantes.

## Galería

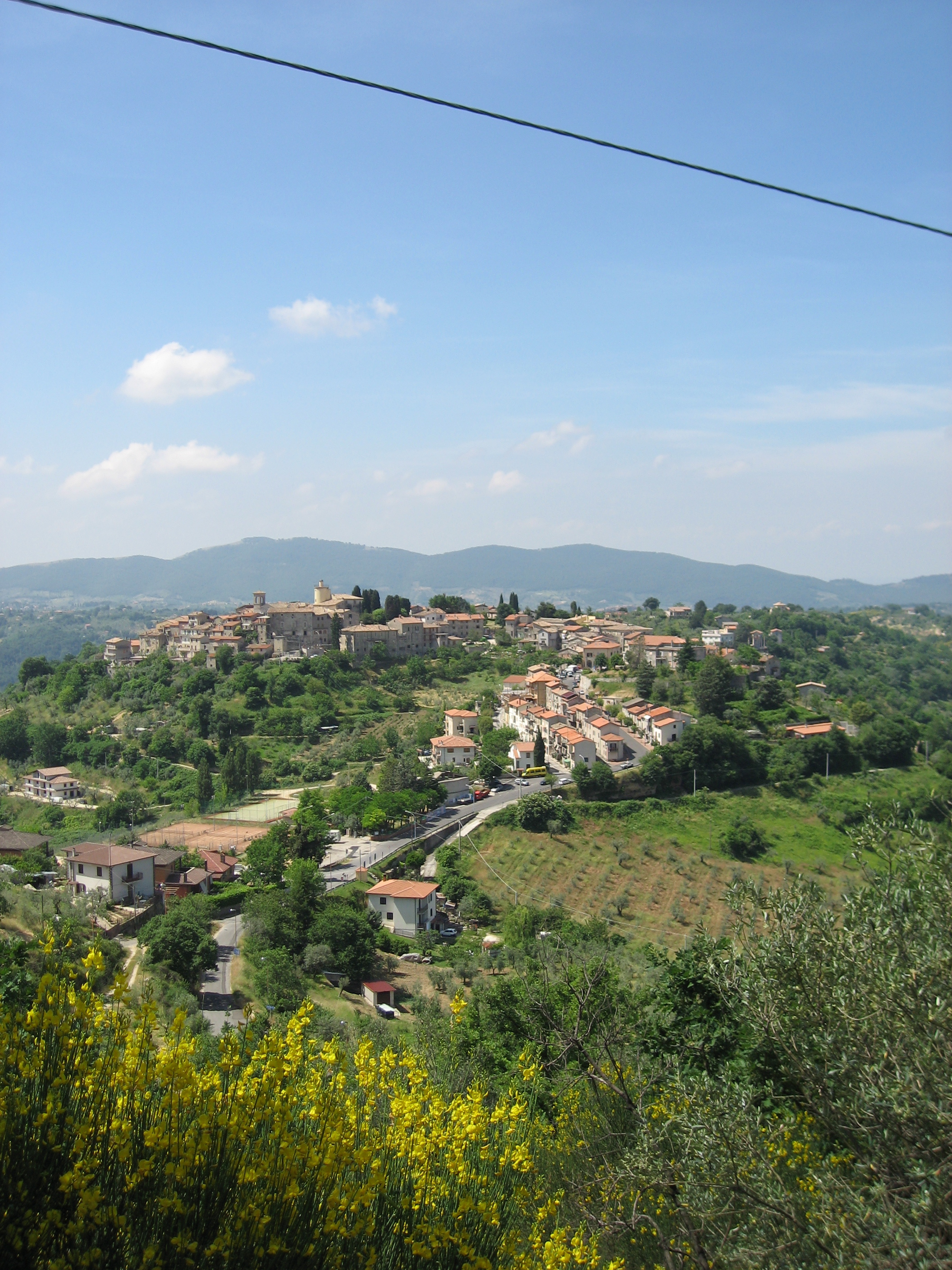

## Evolución demográfica
| Gráfica de evolución demográfica de Casaprota entre 1861 y 2001 |
|                                                                 |
| Fuente ISTAT - Elaboración gráfica por parte de Wikipedia       |